# Bojan Šaranov
Bojan Šaranov (en serbe en écriture cyrillique : Бојан Шаранов), né le 22 octobre 1987 à Vršac, est un footballeur international serbe qui évolue au poste de gardien de but au PAS Lamía en Grèce.

## Biographie
Šaranov est formé à l'OFK Belgrade et intègre l'équipe professionnelle lors de la saison 2004-2005. En quête de temps de jeu, il est prêté au FK Mačva Šabac évoluant en deuxième division serbe. Ensuite, il est prêté au FK Bežanija, en première division, où il est remplaçant puis au FK Novi Pazar mais ne joue aucun match.
Il revient à l'OFK en 2008-2009 où il est le remplaçant de Radiša Ilić. Le gardien décroche le poste de titulaire lors de la saison suivante. Après sa deuxième saison comme numéro un, il est nommé dans l'équipe-type de la saison 2010-2011. Le 3 juin 2011, il dispute son unique rencontre avec l'équipe nationale serbe, dans un match amical, face à la Corée du Sud. 
Šaranov signe, en 2011, au Maccabi Haïfa. Il partage son poste de titulaire avec le vétéran Nir Davidovich lors de sa première année au club. Il dispute ensuite les deux saisons suivantes comme titulaire indiscutable. 
Libéré après la saison 2013-2014, il se retrouve sans équipe pendant six mois. Il rejoint, en janvier 2015, l'Ergotelis Héraklion, promu en Superleague, devenant titulaire dès son arrivée. Cependant, cela n'empêche pas la relégation du club à la fin de la saison.

## Palmarès
- Figure dans l'équipe-type de la saison 2010-2011 du championnat de Serbie avec l'OFK Belgrade.
- Vainqueur du championnat d’Azerbaïdjan en 2017 avec le Qarabağ FK.
- Vainqueur du championnat de Serbie : 2017 avec le Partizan Belgrade.